# Aeropuerto Internacional Blaise Diagne
El Aeropuerto Internacional Blaise Diagne  (en francés: Aéroport international Blaise-Diagne) es un aeropuerto internacional cerca de la ciudad de Ndiass, una localidad del país africano de Senegal. Sirve como un nuevo aeropuerto para Dakar, ya que el viejo Aeropuerto Internacional Léopold Sédar Senghor ha quedado pequeño para el número de operaciones actuales.

## Postergaciones
El aeropuerto se esperaba originalmente que entrara en funcionamiento a finales del año 2011,  pero esta fecha se retrasó por casi un año, en septiembre de ese año. En septiembre de 2012, el primer ministro senegalés Abdoul Mbaye anunció que el aeropuerto abriría en el primer trimestre de 2014. En enero de 2015, se corrió la voz de que el aeropuerto abriría en junio de 2015. El 4 de abril de 2015 Reuters reportó una nueva fecha de apertura para principios de 2016.
Finalmente comenzó a operar el 7 de diciembre de 2017.
Los costos de construcción previstos se han elevado a 566 millones de euros, con más de 400 millones de dólares procedentes del grupo Saudita Binladin (Saudi Binladin Group).

## Aerolíneas y destinos
| Ciudades por países    | Nombre del aeropuerto                     | Aerolíneas                                                       | Aeronaves               | Frecuencias semanales |
| África                 | África                                    | África                                                           | África                  | África                |
| ---------------------- | ----------------------------------------- | ---------------------------------------------------------------- | ----------------------- | --------------------- |
| Argelia                |                                           |                                                                  |                         |                       |
| Argel                  | Aeropuerto de Argel                       | Air Algérie                                                      |                         |                       |
| Benín                  |                                           |                                                                  |                         |                       |
| Cotonú                 | Aeropuerto de Cotonú-Cadjehoun            | Air Senegal                                                      |                         |                       |
| Burkina Faso           |                                           |                                                                  |                         |                       |
| Uagadugú               | Aeropuerto de Uagadugú                    | Air Burkina Air Senegal                                          |                         |                       |
| Cabo Verde             |                                           |                                                                  |                         |                       |
| Isla de Sal            | Aeropuerto Internacional Amilcar Cabral   | Cabo Verde Airlines                                              |                         |                       |
| Praia                  | Aeropuerto Internacional Nelson Mandela   | Air Senegal                                                      |                         |                       |
| Costa de Marfil        |                                           |                                                                  |                         |                       |
| Abiyán                 | Aeropuerto de Abiyán                      | Air Senegal Kenya Airways RwandAir                               |                         |                       |
| Etiopía                |                                           |                                                                  |                         |                       |
| Adís Abeba             | Aeropuerto de Adís Abeba                  | Ethiopian Airlines                                               |                         |                       |
| Gambia                 |                                           |                                                                  |                         |                       |
| Banjul                 | Aeropuerto Internacional Yundum           | Air Senegal Orenair TUI Airlines Nederland                       | B7x7                    |                       |
| Ghana                  |                                           |                                                                  |                         |                       |
| Acra                   | Aeropuerto Internacional Kotoka           | Air Senegal                                                      |                         |                       |
| Guinea                 |                                           |                                                                  |                         |                       |
| Conakri                | Aeropuerto Internacional de Conakri       | Air Senegal Mauritania Airlines Orenair                          |                         |                       |
| Guinea-Bisáu           |                                           |                                                                  |                         |                       |
| Bissau                 | Aeropuerto de Bissau                      | Air Senegal                                                      |                         |                       |
| Kenia                  |                                           |                                                                  |                         |                       |
| Nairobi                | Aeropuerto de Nairobi                     | Kenya Airways                                                    |                         |                       |
| Mali                   |                                           |                                                                  |                         |                       |
| Bamako                 | Aeropuerto de Bamako                      | Air Senegal Ethiopian Kenya Airways Mauritania Airlines Tunisair |                         |                       |
| Marruecos              |                                           |                                                                  |                         |                       |
| Casablanca             | Aeropuerto Internacional Mohámmed V       | Air Senegal Royal Air Maroc                                      | A3xx B7x7               |                       |
| Mauritania             |                                           |                                                                  |                         |                       |
| Nuakchot               | Aeropuerto de Nuakchot                    | Air Senegal Mauritania Airlines                                  |                         |                       |
| Níger                  |                                           |                                                                  |                         |                       |
| Niamey                 | Aeropuerto Diori Hamani                   | Air Senegal                                                      |                         |                       |
| Nigeria                |                                           |                                                                  |                         |                       |
| Lagos                  | Aeropuerto Internacional Murtala Muhammed | Air Peace Air Senegal Arik Air                                   |                         |                       |
| Togo                   |                                           |                                                                  |                         |                       |
| Lomé                   | Aeropuerto de Lomé                        | ASKY Airlines                                                    |                         |                       |
| Túnez                  |                                           |                                                                  |                         |                       |
| Túnez                  | Aeropuerto de Túnez-Cartago               | Tunisair                                                         |                         |                       |
| Norteamérica           |                                           |                                                                  |                         |                       |
| Estados Unidos         |                                           |                                                                  |                         |                       |
| Nueva York             | Aeropuerto Internacional John F. Kennedy  | Air Senegal operado por Hi Fly Malta Delta Air Lines             | A340-300 B767-300ER     |                       |
| Asia                   |                                           |                                                                  |                         |                       |
| Emiratos Árabes Unidos |                                           |                                                                  |                         |                       |
| Dubái                  | Aeropuerto Internacional de Dubái         | Emirates                                                         | B777-300ER              |                       |
| Europa                 |                                           |                                                                  |                         |                       |
| Bélgica                |                                           |                                                                  |                         |                       |
| Bruselas               | Aeropuerto de Bruselas-Zaventem           | Brussels Airlines                                                | A330-300                |                       |
| España                 |                                           |                                                                  |                         |                       |
| Barcelona              | Aeropuerto de Barcelona-El Prat           | Vueling Airlines                                                 | A3xx                    |                       |
| Gran Canaria           | Aeropuerto de Gran Canaria                | Binter Canarias                                                  | E195-E2                 |                       |
| Madrid                 | Aeropuerto de Madrid-Barajas              | Iberia Iberojet(estacional)                                      | A3xx                    |                       |
| Francia                |                                           |                                                                  |                         |                       |
| Burdeos                | Aeropuerto de Burdeos-Mérignac            | Transavia France (Estacional)                                    | B737-800                |                       |
| Lyon                   | Aeropuerto de Lyon-Saint Exupéry          | Transavia France (Estacional)                                    | B737-800                |                       |
| Marsella               | Aeropuerto de Marsella Provenza           | Transavia France                                                 | B737-800                |                       |
| París                  | Aeropuerto de París-Charles de Gaulle     | Air France Air Senegal operado por Hi Fly Malta                  | B777 A330-941N A340-300 |                       |
| Toulouse               | Aeropuerto de Toulouse-Blagnac            | Transavia France (Estacional)                                    | B737-800                |                       |
| Italia                 |                                           |                                                                  |                         |                       |
| Milán                  | Aeropuerto de Milán-Malpensa              | Air Senegal Neos                                                 | B737                    |                       |
| Portugal               |                                           |                                                                  |                         |                       |
| Lisboa                 | Aeropuerto Internacional de Lisboa        | TAP Portugal                                                     | A3xx                    |                       |
| Turquía                |                                           |                                                                  |                         |                       |
| Estambul               | Aeropuerto Internacional Atatürk          | Turkish Airlines                                                 | A330ceo                 |                       |

| Aerolíneas                              | Destinos                         |
| --------------------------------------- | -------------------------------- |
| Aigle Azur                              | Marsella                         |
| Air Algérie                             | Argel, Nuakchot, Abiyán          |
| Air Burkina                             | Bámako, Uagadugú                 |
| Air Côte d'Ivoire                       | Abiyán, Bámako, Conakri          |
| Air France                              | París–Charles de Gaulle          |
| Arik Air                                | Abiyán, Acra, Lagos              |
| ASKY Airlines                           | Bámako, Bisáu, Conakri, Lomé     |
| Binter Canarias operado por Air Nostrum | Gran Canaria, Tenerife–Norte     |
| Brussels Airlines                       | Bruselas, Banjul, Conakri        |
| Corsair International                   | París–Orly                       |
| Delta Air Lines                         | Nueva York-JFK                   |
| Emirates                                | Dubái                            |
| Ethiopian Airlines                      | Adís Abeba, Bámako               |
| Iberia                                  | Madrid                           |
| Kenya Airways                           | Abiyán, Bámako, Nairobi          |
| Royal Air Maroc                         | Casablanca                       |
| South African Airways                   | Johannesburgo, Washington–Dulles |
| TAP Air Portugal                        | Lisboa                           |
| TUI fly Netherlands                     | Estacional: Ámsterdam            |
| Tunisair                                | Conakri, Túnez                   |
| Turkish Airlines                        | Estambul                         |
| Vueling                                 | Barcelona                        |